# 黒BUTAオールスターズ
黒BUTAオールスターズ（くろぶたオールスターズ）は、かつて文化放送で放送されたラジオ番組『黒BUTA天国・素肌にC-jack』（1993年放送開始）および、テレビ東京の深夜番組『黒BUTA天国』のマスコットガールユニット（アイドルグループ）である。

## 略歴
1993年7月10日、2つのレギュラー番組のテーマソングとなったシングル「あなたにお願い申し上げます。」（作詞：三浦徳子 / 作曲・編曲：和泉一弥）でCDデビュー。なお、参加メンバーは川崎絵美を除く2期メンバーの7人であり、ジャケットで確認できる。
3期メンバー加入後の1994年1月26日、2枚目のシングル「誘ってみればいいじゃない 〜悪いけどサキにイクわ〜」（作詞：三浦徳子 / 作曲・編曲：斉藤英夫）を発売。実質的にこれが最後のCDリリースとなった。
レギュラー番組の出演やCDリリース以外にもユニットとして雑誌グラビア、テレビCM出演など活動もそれなりにあったがブレイクせず、自然消滅。しかし、持田香織（Every Little Thing）や華原朋美など、のちに芸能界で活躍するアーティストやタレントを輩出している。

## メンバー
1期
- 白石智恵子
- 蔵本麻衣子
- 池上ゆりか
- 織香
- 澤崎愛子
- 関根麻衣子（現：中園麻衣子）
- 中原舞
- 藤森香衣
- 平石照実
- 宮瀬亜希

2期
- 持田かおり（現：持田香織（Every Little Thing））
- 三宅亜依（後にLIKE UNCOLORED VELVETボーカル。同姓同名の声優とは別人）
- 鵜川薫
- 谷川彩華（モデル・女優に転向）
- 谷口麻央（ダンス教授。日本テレビ『ウッチャンナンチャンのウリナリ!!』「芸能人社交ダンス部」などに出演）
- 佐籐千世子
- 池内優美（AV女優に転向。矢吹まりな）
- 川崎絵美（留学の為途中で卒業、モデルに転向）

3期
- 梅宮亜須加（梅宮辰夫の姪）
- テンテン（現：シャドウ・リュウ（劉致妤））
- 一宮里絵
- 棚辺美帆
- 城所美穂
- 篠田江利
- 沢口遥

4期
- 遠峯ありさ（現：華原朋美）
- 柴田実希（現：秋山実希）
- 松本礼美

## ディスコグラフィ
シングル
※現在廃盤。
| 枚 | 発売日        | タイトル                                          | 収録曲 | 規格品番  |
| -- | ------------- | ------------------------------------------------- | --- | --------- |
| 1  | 1993年7月10日 | あなたにお願い申し上げます。                      | 1. あなたにお願い申し上げます。 2. あなたにお願い申し上げます。（オリジナルカラオケ） 3. メンバーからのハートフル・メッセージ                                                                                  | PSDR-5017 |
| 2  | 1994年1月26日 | 誘ってみればいいじゃない 〜悪いけどサキにイクわ〜 | 1. 誘ってみればいいじゃない 〜悪いけどサキにイクわ〜 2. 誘ってみればいいじゃない 〜悪いけどサキにイクわ〜（オリジナルカラオケ） 3. 誘ってみればいいじゃない 〜悪いけどサキにイクわ〜（ハートフルヴァージョン） | PSDR-5046 |

参加作品
- 歌うスター達 20th Anniversary of POLYSTAR collection #4 ノヴェルティ・ソング編

発売日：2000年9月1日 規格品番：PSCR-5906
収録曲：あなたにお願い申し上げます。（M-15）